# WWE Superstar Shake-up 2018
WWE Superstar Shake-up 2018 – jedenasty draft amerykańskiej federacji wrestlingu WWE. Odbył się 16 i 17 kwietnia 2018 na żywo podczas odcinków tygodniówek Raw i SmackDown Live transmitowanych w Stanach Zjednoczonych za pośrednictwem stacji USA Network.

## Przebieg draftu

### Raw
Poniżej znajduje się lista wrestlerów, która została przeniesiona podczas tygodniówki Raw z 16 kwietnia.
| Wybór nr. | Poprzedni brand | Nowy brand | Zawodnik (Prawdziwe imię i nazwisko)                                                                   | Notki                                                       |
| --------- | --------------- | ---------- | --- | ----------------------------------------------------------- |
| 1         | SmackDown       | Raw        | Jinder Mahal i Sunil Singh (Yuvraj Dhesi and Gurvinder Sihra)                                          | Mahal został przemiesiony z WWE United States Championship. |
| 2         | SmackDown       | Raw        | The Riott Squad (Ruby Riott, Liv Morgan i Sarah Logan) (Dori Prange, Gionna Daddio, and Sarah Bridges) | Przemiesione jako drużyna.                                  |
| 3         | Wolni agenci    | Raw        | Kevin Owens i Sami Zayn (Kevin Steen i Rami Sebei)                                                     | Przemiesieni jako drużyna.                                  |
| 4         | Raw             | SmackDown  | The Miz (Michael Mizanin)                                                                              |                                                             |
| 5         | SmackDown       | Raw        | Zack Ryder (Matthew Cardona)                                                                           | Ogłosił swoje przemieszienie na Twitterze                   |
| 6         | SmackDown       | Raw        | Breezango (Fandango i Tyler Breeze) (Curtis Hussey and Mattias Clement)                                | Przemiesieni jako drużyna.                                  |
| 7         | SmackDown       | Raw        | Natalya (Natalie Neidhart-Wilson)                                                                      |                                                             |
| 8         | SmackDown       | Raw        | Mojo Rawley (Dean Muhtadi)                                                                             | Ogłoszone na kanale YouTube WWE                             |
| 9         | SmackDown       | Raw        | Dolph Ziggler (Nicholas Nemeth)                                                                        |                                                             |
| 10        | NXT             | Raw        | Drew McIntyre (Andrew Galloway IV)                                                                     |                                                             |
| 11        | SmackDown       | Raw        | Baron Corbin (Thomas Pestock)                                                                          |                                                             |
| 12        | SmackDown       | Raw        | Mike Kanellis (Michael Bennett)                                                                        | Ogłoszone na Twitterze WWE                                  |
| 13        | SmackDown       | Raw        | The Ascension (Konnor i Viktor) (Ryan Parmeter and Eric Thompson)                                      | Ogłoszone na Instagramie WWE. Przemiesieni jako drużyna.    |
| 14        | SmackDown       | Raw        | Bobby Roode (Robert Francis Roode Jr.)                                                                 |                                                             |
| 15        | SmackDown       | Raw        | Chad Gable (Charles Betts)                                                                             | Ogłoszone na Twitterze WWE                                  |

### SmackDown
Poniżej znajduje się lista wrestlerów, która została przeniesiona podczas tygodniówki SmackDown Live z 18 kwietnia.
| Wybór nr. | Poprzedni brand | Nowy brand | Zawodnik (Prawdziwe imię i nazwisko)                                                             | Notki                                                                                                |
| --------- | --------------- | ---------- | ------------------------------------------------------------------------------------------------ | --- |
| 1         | Raw             | SmackDown  | Jeff Hardy                                                                                       | Przemiesiony z WWE United States Championship, które wygrał od byłego mistrza Jindera Mahala na Raw. |
| 2         | Raw             | SmackDown  | Absolution (Mandy Rose i Sonya Deville) (Amanda Saccomanno i Daria Berenato)                     | Przemiesione jako drużyna.                                                                           |
| 3         | Raw             | SmackDown  | Samoa Joe (Nuufolau Seanoa)                                                                      | |
| 4         | NXT             | SmackDown  | Sanity (Eric Young, Alexander Wolfe i Killian Dain) (Jeremy Fritz, Axel Tischer i Damien Mackle) | Przemiesieni jako drużyna.                                                                           |
| 5         | Raw             | SmackDown  | Big Cass (William Morrissey)                                                                     | |
| 6         | Raw             | SmackDown  | Asuka (Kanako Urai)                                                                              | |
| 7         | Raw             | SmackDown  | Luke Gallows i Karl Anderson (Andrew Hankinson i Chad Allegra)                                   | Przemiesieni jako drużyna.                                                                           |
| 8         | Raw             | SmackDown  | Cesaro i Sheamus (Claudio Castagnoli i Stephen Farrelly)                                         | |
| 9         | Raw             | SmackDown  | R-Truth (Ronnie Killings)                                                                        | |
| 10        | NXT             | SmackDown  | Andrade Cien Almas i Zelina Vega (Manuel Andrade and Thea Trinidad)                              | |